# Hong Kong Cup
Groupe 1
La Hong Kong Cup est une course hippique de plat se déroulant au mois de décembre sur l'hippodrome de Sha Tin à Hong Kong.
Créée en 1988, c'est une course de Groupe 1 depuis 1999, date à laquelle la distance est passée de 1 800 à 2 000 mètres, piste en gazon. L'allocation s'élève à 34 000 000 HK$ (soit environ 4 000 000 €). Elle se dispute le même jour que le Hong Kong Sprint, le Hong Kong Vase et le Hong Kong Mile.

## Palmarès depuis 1999
| Année | Vainqueur         | S/A | Pays           | Père               | Jockey             | Entraîneur           | Propriétaire              | Temps   |
| ----- | ----------------- | --- | -------------- | ------------------ | ------------------ | -------------------- | ------------------------- | ------- |
| 2024  | Romantic Warrior  | H.6 | Hong Kong      | Acclamation        | James McDonald     | C.S. Shum            | Peter Lau Pak Fai         | 2'00"51 |
| 2023  | Romantic Warrior  | H.5 | Hong Kong      | Acclamation        | James McDonald     | C.S. Shum            | Peter Lau Pak Fai         | 2'02"00 |
| 2022  | Romantic Warrior  | H.4 | Hong Kong      | Acclamation        | James McDonald     | C.S. Shum            | Peter Lau Pak Fai         | 1'59"70 |
| 2021  | Loves Only You    | F.5 | Japon          | Deep Impact        | Yuga Kawada        | Yoshito Yahagi       | DMM Dream Club            | 2'00"66 |
| 2020  | Normcore          | F.5 | Japon          | Harbinger          | Zac Purton         | Kiyoshi Hagiwara     | Seiichi Iketani           | 2'00"50 |
| 2019  | Win Bright        | M.5 | Japon          | Stay Gold          | Masami Matsuoka    | Yoshihiro Hatakeyama | Win Co. Ltd.              | 2'00"52 |
| 2018  | Glorious Forever  | H.4 | Royaume-Uni    | Achipenko          | Silvestre de Sousa | Fu-chuen Frankie Lor | Michael Kwan Wing Lok     | 2'01"71 |
| 2017  | Time Warp         | H.4 | Royaume-Uni    | Achipenko          | Zac Purton         | Anthony S. Cruz      | M. Siu Kim Sun            | 2'01"63 |
| 2016  | Maurice           | M.5 | Japon          | Screen Hero        | Ryan Moore         | Noriyuki Hori        | Kazumi Yoshida            | 2'00"95 |
| 2015  | A Shin Hikari     | M.4 | Japon          | Deep Impact        | Yutaka Take        | Masano Sakaguchi     | Eishindo Co. Ltd          | 2'00"60 |
| 2014  | Designs on Rome   | H.4 | Irlande        | Holy Roman Emperor | João Moreira       | John Moore           | Cheng Keung Fai           | 2'01"96 |
| 2013  | Akeed Mofeed      | M.4 | Irlande        | Dubawi             | Douglas Whyte      | Richard Gibson       | Pan Sutong                | 2'01"96 |
| 2012  | California Memory | H.6 | France         | Highest Honor      | Matthew Chadwick   | Anthony S. Cruz      | Howard Liang Yum Shing    | 2'03"09 |
| 2011  | California Memory | H.5 | France         | Highest Honor      | Matthew Chadwick   | Anthony S. Cruz      | Howard Liang Yum Shing    | 2'04"57 |
| 2010  | Snow Fairy        | F.3 | Royaume-Uni    | Intikhab           | Ryan Moore         | Ed Dunlop            | Anamoine Ltd              | 2'02"94 |
| 2009  | Vision d'État     | M.4 | France         | Chichicastenango   | Olivier Peslier    | Éric Libaud          | Jacques Detré             | 2'01"86 |
| 2008  | Eagle Mountain    | M.4 | Afrique du Sud | Rock of Gibraltar  | Kevin Shea         | Mike de Kock         | M. bin Khalifa Al Maktoum | 2'00"92 |
| 2007  | Ramonti           | M.5 | Italie         | Martino Alonso     | Frankie Dettori    | Saeed Bin Suroor     | Godolphin                 | 2'02"80 |
| 2006  | Pride             | F.6 | France         | Peintre Célèbre    | Christophe Lemaire | Alain de Royer-Dupré | NP Bloodstock Ltd         | 2'01"60 |
| 2005  | Vengeance of Rain | M.4 | Hong Kong      | Zabeel             | Anthony Delpech    | David E. Ferraris    | R.G. Chow Hon Man         | 2'04"50 |
| 2004  | Alexander Goldrun | F.3 | Irlande        | Gold Away          | Kevin Manning      | Jim Bolger           | Miriam O'Callaghan        | 2'03"30 |
| 2003  | Falbrav           | M.5 | Italie         | Fairy King         | Frankie Dettori    | Luca Cumani          | Sc. Rencati & T.Yoshida   | 2'00"90 |
| 2002  | Precision         | M.4 | Hong Kong      | Anabaa             | Michael Kinane     | David Oughton        | Wu Sai Wing               | 2'07"10 |
| 2001  | Agnes Digital     | M.4 | Japon          | Crafty Prospector  | Hirofumi Shii      | Toshiaki Shirai      | Takao Watanabe            | 2'02"80 |
| 2000  | Fantastic Light   | M.4 | Royaume-Uni    | Rahy               | Frankie Dettori    | Saeed Bin Suroor     | Godolphin                 | 2'02"20 |
| 1999  | Jim And Tonic     | H.5 | France         | Double Bed         | Gérald Mossé       | Francois Doumen      | John D. Martin            | 2'01"40 |

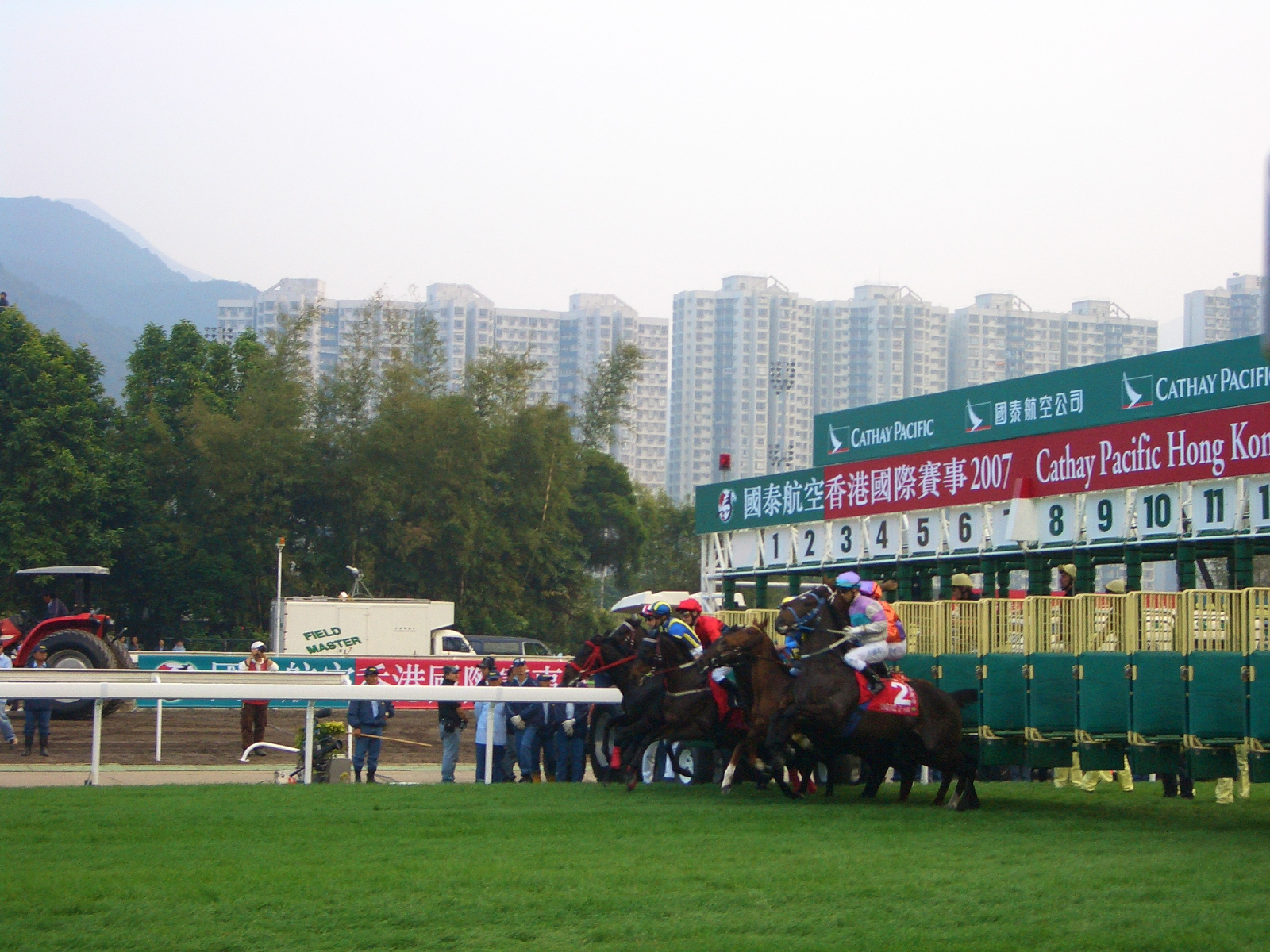
Départ de la Hong Kong Cup 2007.
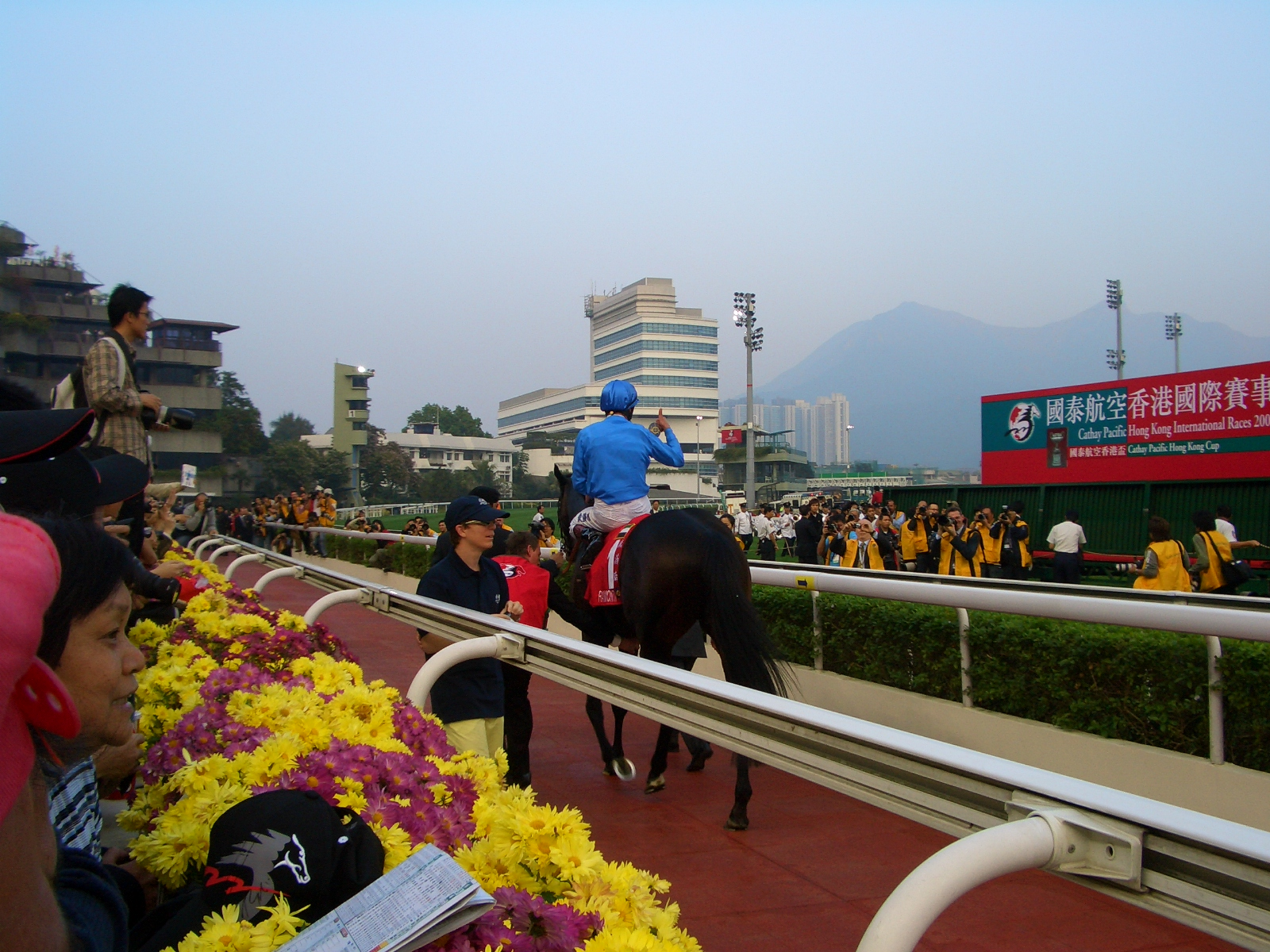
L'Italien Ramonti, monté par Lanfranco Dettori.